# Halländsk blombagge
Halländsk blombagge (Ischnomera cyanea) är en skalbaggsart som först beskrevs av Fabricius 1792.  Halländsk blombagge ingår i släktet Asclera, och familjen blombaggar. Enligt den svenska rödlistan är arten sårbar i Sverige. Arten förekommer i Götaland. Artens livsmiljö är skogslandskap, jordbrukslandskap.